# L'Homme du crépuscule
L’Homme du crépuscule est un roman de Sonia Chamkhi, publié en 2013.

## Histoire
Iteb, jeune Tunisien à la peau noire, rejoint son père émigré dans une ville du nord de l'Europe, à la demande de sa mère divorcée qui ne veut plus entretenir son fils. Iteb est négligé par son père et, après des études moyennes, se retrouve gardien de parking. Son frère le rejoint en Europe, mais se jette dans une vie dissipée avant de sombrer dans la dépression.
Iteb ne se sent à sa place nulle part et se souvient de ses années heureuses en Tunisie et de Leïla, son amour d'enfance. Malheureusement, lorsqu'il retourne en Tunisie, la mère de Leïla refuse qu’il épouse sa fille à cause des origines de son père. Il réalise alors qu'il a toujours été un exilé.